# Michele Tombolini
Michele Tombolini (Venezia, 22 novembre 1963) è un artista italiano.

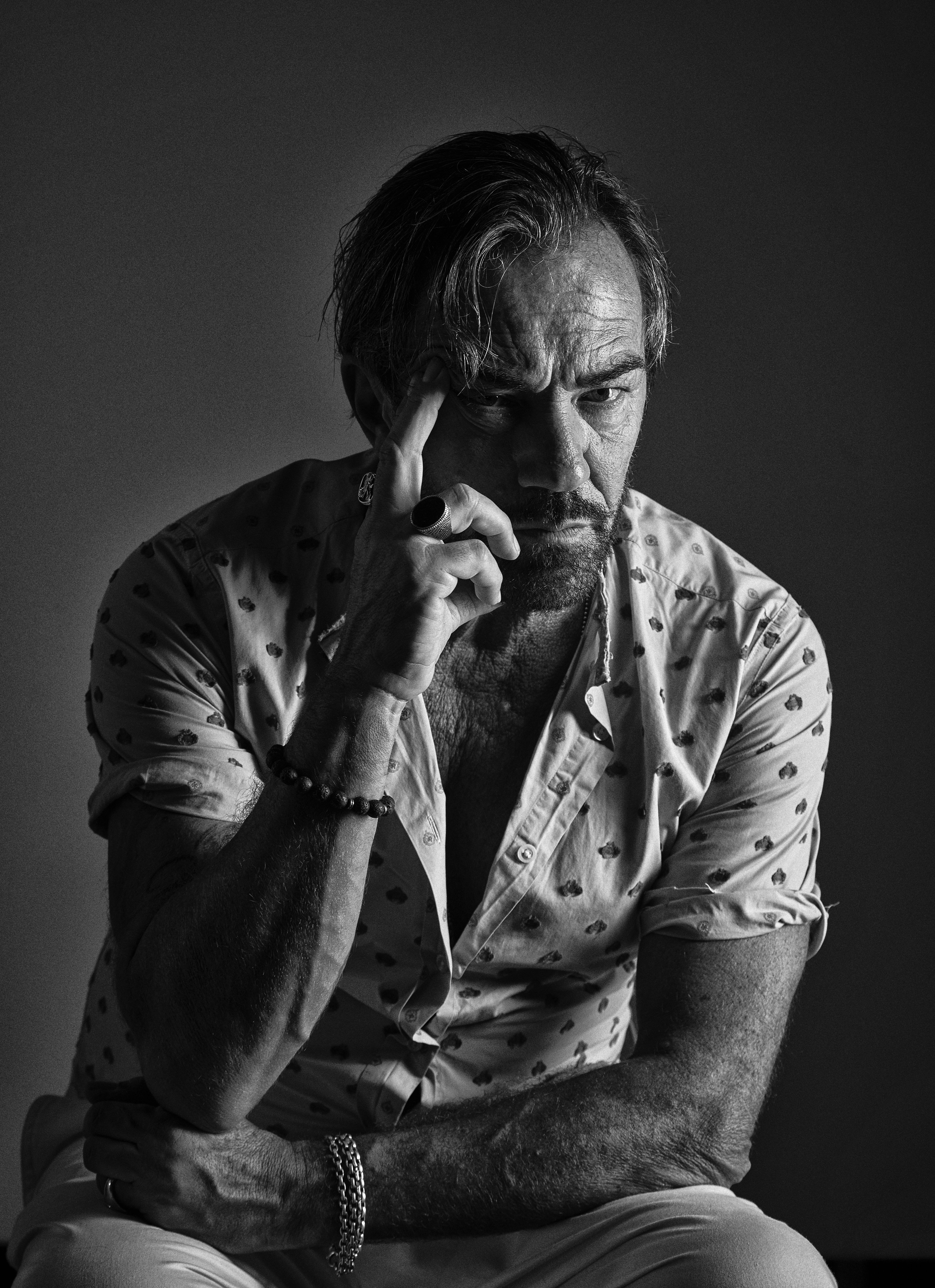
Ritratto di Michele Tombolini, Venezia (2021).[https://www.google.com/search?sca_esv=9f50e05d338b6bab&rlz=1C5MACD_enIT1085IT1085&sxsrf=AHTn8zq2UczoecgFDMKToUWowmNWGCOwJQ:1740412492310&q=michele+tombolini&udm=2&fbs=ABzOT_CJHzLz2g9qLwS3rPIwRoY84oX4_Z-Cl9eu6FL5-ogFnsQxdjxawdopnpYxHtW9NBhSfkE4SBWP4ttZNTAwcP939QjyoUX7FkVFAgye0WbKEprSs5Q2EyEEvln3ci6lCWwsh57hm4972TVqBj9A9Wg4SMPNCmhxewwMV-NY7jQW-GcvF5o&sa=X&ved=2ahUKEwiVmvfi1dyLAxWChP0HHexWHUEQtKgLegQIDxAB&biw=1466&bih=766&dpr=2#vhid=UyT5s2XLpFRqCM&vssid=mosaic

È conosciuto per le sue opere pittoriche ed installative che trattano temi sociali.

## Biografia

### Le origini e l'evoluzione artistica (1963–2012)
Fin dalla giovinezza, Tombolini esplora diverse forme artistiche tra pittura, scultura, installazioni e performance. Il suo stile trae ispirazione da figure come Picasso e Basquiat, oltre che dal movimento della Transavanguardia italiana. Attraverso la sua arte, fonde elementi tradizionali con una forte propensione all'innovazione.
Alla 55esima Biennale di Venezia del 2013, presenta il video E luce fu, esposto a Palazzo Bembo. Questo progetto segna una svolta importante nella sua carriera, spingendolo verso un linguaggio concettuale sempre più orientato a tematiche sociali.

### Simbolismo sociale e impegno contemporaneo (2013–oggi)
Nel 2015 realizza il murale interattivo Butterfly a Berlino, un'opera alta 20 metri che fa parte del progetto Indelible Marks. Attraverso l'immagine di una bambina con una “X” sulla bocca e ali di farfalla, il murale affronta il tema degli abusi sui minori, veicolando un messaggio di speranza e resilienza.
Alla Biennale di Venezia del 2019, presenta l’installazione La Mendicante Griffata, una critica profonda al consumismo moderno attraverso una performance provocatoria. Successivamente, interviene sull’opera Il bambino migrante di Banksy, aggiungendo una “X” simbolica per sensibilizzare sul problema del traffico umano.
Con la scultura X Square (2021), installata a Mestre, Tombolini propone un simbolo di speranza per il periodo post-pandemia. Lo stesso anno collabora con Extinction Rebellion per l’azione artistica The Voice OFF the Planet, denunciando l’emergenza climatica.
Nel 2022 rappresenta San Marino alla Biennale di Venezia presso Palazzo Donà dalle Rose, mentre nel 2023 partecipa alla sezione educativa della Biennale con Linea Interrotta, una foto-installazione che esplora il tema dell’alienazione sociale. Il 2024 segna la distribuzione su Prime Video del documentario The Voice OFF the Planet, che racconta il suo impegno artistico e sociale attraverso una narrazione intensa e coinvolgente.

## La visione artistica
La visione artistica di Michele Tombolini esplora temi universali come la condizione umana, la società contemporanea, la spiritualità e il silenzio. Inizialmente influenzato dal primitivismo di Basquiat e Picasso, il suo lavoro si distingue per un approccio pittorico materico e istintivo, con un trattamento infantile delle figure umane che esprime introspezione ed emozioni interiori. Successivamente, con il ciclo E luce fu (anni '90–2000), il focus si sposta su una riflessione sul significato dell’esistenza, introducendo la “X” sulla bocca come simbolo della censura su temi delicati come la morte e la violenza. 
Nel ciclo Indelible Marks (2013), l’artista affronta tematiche sociali, concentrandosi sulla violenza e prostituzione minorile, utilizzando la farfalla come simbolo di liberazione dalla censura.  Negli anni successivi, tra il 2019 e il 2021, con il ciclo Presagi, il linguaggio artistico di Tombolini evolve, con un distacco dalle figure umane e l’introduzione di paesaggi che riflettono l’isolamento sociale. Infine, nel ciclo Riflessi dell’anima, l'artista esplora la complessità dell'essere umano utilizzando specchi e tridimensionalità per esprimere diverse sfaccettature interiori. 

## Esposizioni
- 2013 - Biennale di Venezia, Palazzo Bembo [10]
- 2015 - Butterfly, installazione Krossenerstrasse 36, Friedrichein, Berlino [2]
- 2019 - La Mendicante Griffata, installazione durante la Biennale di Venezia [11]
- 2020 - Nocomment,  intervento performativo sull’opera de Il bambino migrante di Banksy a Venezia [4]
- 2021 - Xsquare SculPture, Venezia Mestre [12]
- 2021 - The Voice OFF The Planet (installazione sincronizzata sui monumenti di dieci città italiane) [6][13]
- 2022 - Repubblica di San Marino, Padiglione della Biennale [14]
- 2023 - Linea Interrotta, Biennale Educational, Venezia [15]

## Mostre
- 2008 - Parentesi Studia Gallery, Vittorio Veneto Treviso
- 2009 - Galleria Viola, Novara
- 2009 - Palazzo Michiel, Venezia
- 2011 - Palazzo delle Prigioni, Venezia [16]
- 2012 - Vain Art Gallery, Mestre Venezia [17]
- 2013 - Biennale di Venezia Collaterale Palazzo Bembo [10]
- 2014 - Green Art Asia, Hong Kong [18]
- 2014 - Emerson Art Gallery, Berlino [19]
- 2015 - Vecchiato Art Gallery, Padova [20]
- 2016 - Spazio Iqos per Philippe Morris, Milano
- 2019 - La Mendicante Griffata, Palazzo Ca' Zanardi, Venezia
- 2021 - Salotto di Milano [21]
- 2022 - Agostino Gallery, Milano [22]
- 2023 - Museo Parco Archeologico di Selinunte, Trapani [23]
- 2024 - Arte in viaggio, Gibellina (Fondazione Orestiadi)[24]
- 2024 - I riflessi dell’anima, Triennale di Milano [25]

## Collaborazioni
- Fondazione Donà delle Rose, Venezia
- Fondazione Orestiadi, Gibellina
- Art Advisor Francesca Parvizyar